# Clavicollis cavipennis
Clavicollis cavipennis es una especie de coleóptero de la familia Anthicidae.

## Distribución geográfica
Habita en Japón.